# وزارة النقل (تونس)
وزارة النقل التونسية هي الوزارة المسؤولة عن النقل في تونس. اسمها الرسمي الحالي هو وزارة النقل واللوجستيك.

## المهام
يضبط الأمر عدد 863 لسنة 1986 المؤرخ في 15 سبتمبر 1986 مشمولات وزارة النقل والتي تتمثل في تجهيز البلاد بنظام نقل شامل وبأقل تكلفة تتوفر فيه السلامة وفي مراقبة حسن سيره كي تجعل منه عاملا أساسيا للتنمية الاقتصادية والاجتماعية وهي مكلفة خاصة بـ:
- تحديد سياسة الحكومة المتعلقة بتنمية النقل وتركيزها وتنفيذها؛
- اقتراح الأهداف النوعية والكمية وكذلك المشاريع المزمع إنجازها ضمن المخطط؛
- القيام بالدراسات والتقنيات على الصعيد العام أو القطاعي أو الظرفي؛
- المساهمة في إعداد كل سياسة لها انعكاس مباشر أو غير مباشر على النقل؛
- النهوض بقطاع النقل وتنظيمه والقيام بالتنسيق بين وسائله؛
- توزيع الاستثمارات في القطاع ومتابعتها ومراقبتها؛
- دراسة كل الوسائل التي من شأنها تيسير إنجاز الأهداف المرسومة لنظام النقل وإجراء البحوث في شأنها وتنميتها؛
- البحث عن السبل الكفيلة لضمان التنمية القصوى لوسائل النقل ومراقبة الإنتاجية ونوعية الخدمات؛
- إعداد النصوص التشريعية والترتيبية في ميدان النقل ومراقبة تطبيقها؛
- إعداد وإقرار سياسة التعريفات؛
- القيام بتسليم وحجز وإلغاء جميع الوثائق المنصوص عليها بالتشريع والتراتيب الجاري بها العمل لقطاع النقل؛
- تحديد قواعد سلامة النقل والسهر على تطبيقها؛
- القيام بالمراقبة الفنية لوسائل النقل ومعداته ومسالكه؛
- بحث الاتفاقيات الثنائية والمتعددة الأطراف؛
- ربط الصلة بالمنظمات الدولية المختصة؛
- جمع واستغلال المعطيات في ميدان الرصد الجوي وعلم الزلازل والبحوث المتعلقة بها لتلبية حاجيات البلاد.

## قائمة الوزراء
| الوزير | الوزير                                                 | الحزب | الحزب                                               | الحكومة                                              | تواريخ العهدة  | تواريخ العهدة  |
| --- | ------------------------------------------------------ | ----- | --------------------------------------------------- | ---------------------------------------------------- | -------------- | -------------- |
| | عز الدين العباسي                                       |       | الحزب الحر الدستوري الجديد                          | حكومة الحبيب بورقيبة الثانية                         | 30 ديسمبر 1958 | 7 أكتوبر 1961  |
| بعد إلغاء كتابة الدولة للصناعة والنقل عام 1961 أوكلت مهمة الإشراف على القطاع لكتابة الدولة للأشغال العمومية والإسكان ثم لوزارة الأشغال العمومية فلوزارة التجهيز والإسكان حتى عام 1973. |                                                        |       |                                                     |                                                      |                |                |
| | الأسعد بن عصمان                                        |       | الحزب الاشتراكي الدستوري                            | حكومة الهادي نويرة                                   | 30 نوفمبر 1973 | 25 سبتمبر 1974 |
| | عبد الله فرحات                                         |       | الحزب الاشتراكي الدستوري                            | حكومة الهادي نويرة                                   | 25 سبتمبر 1974 | 31 مايو 1976   |
| | عبد الحميد ساسي                                        |       | الحزب الاشتراكي الدستوري                            | حكومة الهادي نويرة                                   | 31 مايو 1976   | 7 نوفمبر 1979  |
| | حسان بلخوجة                                            |       | الحزب الاشتراكي الدستوري                            | حكومة الهادي نويرة                                   | 7 نوفمبر 1979  | 15 أبريل 1980  |
| | الصادق بن جمعة                                         |       | الحزب الاشتراكي الدستوري                            | حكومة الهادي نويرة حكومة محمد المزالي                | 15 أبريل 1980  | 25 نوفمبر 1983 |
| | إبراهيم خواجة                                          |       | الحزب الاشتراكي الدستوري                            | حكومة محمد المزالي                                   | 25 نوفمبر 1983 | 23 أكتوبر 1985 |
| | محمد كريم                                              |       | الحزب الاشتراكي الدستوري                            | حكومة محمد المزالي                                   | 23 أكتوبر 1985 | 30 مارس 1987   |
| | منصور السخيري                                          |       | الحزب الاشتراكي الدستوري                            | حكومة رشيد صفر حكومة زين العابدين بن علي             | 30 مارس 1987   | 7 نوفمبر 1987  |
| | عبد الرزاق الكافي                                      |       | الحزب الاشتراكي الدستوري التجمع الدستوري الديمقراطي | حكومة الهادي البكوش                                  | 7 نوفمبر 1987  | 27 يوليو 1988  |
| | أحمد السماوي                                           |       | التجمع الدستوري الديمقراطي                          | حكومة الهادي البكوش حكومة حامد القروي                | 27 يوليو 1988  | 20 فبراير 1991 |
| | فوزي بالكاهية                                          |       | التجمع الدستوري الديمقراطي                          | حكومة حامد القروي                                    | 20 فبراير 1991 | 9 يونيو 1992   |
| | الطاهر الحاج علي                                       |       | التجمع الدستوري الديمقراطي                          | حكومة حامد القروي                                    | 9 يونيو 1992   | 1 يونيو 1994   |
| | المنذر الزنايدي                                        |       | التجمع الدستوري الديمقراطي                          | حكومة حامد القروي                                    | 1 يونيو 1994   | 13 يونيو 1996  |
| | الصادق رابح                                            |       | التجمع الدستوري الديمقراطي                          | حكومة حامد القروي                                    | 13 يونيو 1996  | 9 أكتوبر 1997  |
| | حسين الشوك                                             |       | التجمع الدستوري الديمقراطي                          | حكومة حامد القروي حكومة محمد الغنوشي الأولى          | 9 أكتوبر 1997  | 5 سبتمبر 2002  |
| | الصادق رابح (دمج وزارتي النقل والاتصالات)              |       | التجمع الدستوري الديمقراطي                          | حكومة محمد الغنوشي الأولى                            | 5 سبتمبر 2002  | 10 نوفمبر 2004 |
| | عبد الرحيم الزواري                                     |       | التجمع الدستوري الديمقراطي                          | حكومة محمد الغنوشي الأولى                            | 10 نوفمبر 2004 | 14 يناير 2011  |
| | صلاح الدين مالوش                                       |       | التجمع الدستوري الديمقراطي                          | حكومة محمد الغنوشي الأولى حكومة محمد الغنوشي الثانية | 14 يناير 2011  | 27 يناير 2011  |
| | ياسين إبراهيم                                          |       | مستقل                                               | حكومة محمد الغنوشي الثانية حكومة الباجي قايد السبسي  | 27 يناير 2011  | 1 يوليو 2011   |
| | سالم الميلادي                                          |       | مستقل                                               | حكومة الباجي قايد السبسي                             | 1 يوليو 2011   | 24 ديسمبر 2011 |
| | عبد الكريم الهاروني                                    |       | حركة النهضة                                         | حكومة حمادي الجبالي حكومة علي العريض                 | 24 ديسمبر 2011 | 29 يناير 2014  |
| | شهاب بن أحمد                                           |       | مستقل                                               | حكومة المهدي جمعة                                    | 29 يناير 2014  | 6 فبراير 2015  |
| | محمود بن رمضان                                         |       | نداء تونس                                           | حكومة الحبيب الصيد                                   | 6 فبراير 2015  | 12 يناير 2016  |
| | أنيس غديرة                                             |       | نداء تونس                                           | حكومة الحبيب الصيد حكومة يوسف الشاهد                 | 12 يناير 2016  | 6 سبتمبر 2017  |
| | رضوان عيارة                                            |       | نداء تونس                                           | حكومة يوسف الشاهد                                    | 6 سبتمبر 2017  | 14 نوفمبر 2018 |
| | هشام بن أحمد                                           |       | آفاق تونس ثم تحيا تونس                              | حكومة يوسف الشاهد                                    | 14 نوفمبر 2018 | 8 نوفمبر 2019  |
| | روني الطرابلسي (بالنيابة)                              |       | مستقل                                               | حكومة يوسف الشاهد                                    | 8 نوفمبر 2019  | 27 فبراير 2020 |
| | أنور معروف (مع رتبة وزير دولة، مكلف بالنقل واللوجستيك) |       | حركة النهضة                                         | حكومة إلياس الفخفاخ                                  | 27 فبراير 2020 | الآن           |

## مؤسسات تحت الإشراف
تشرف وزارة النقل على العديد من المؤسسات.

### النقل البري
- الشركة الوطنية للسكك الحديدية التونسية
- الوكالة الفنية للنقل البري
- شركة النقل بتونس
- شركة تونس للشبكة الحديدية السريعة
- الشركة الوطنية للنقل بين المدن
- شركة أشغال السكك الحديدية
- الشركة الجهوية للنقل ببنزرت
- شركة النقل بالساحل
- الشركة الجهوية للنقل بنابل
- الشركة الجهوية للنقل بباجة
- الشركة الجهوية للنقل بالكاف
- الشركة الجهوية للنقل بجندوبة
- الشركة الجهوية للنقل بالقيروان
- الشركة الجهوية للنقل بصفاقس
- الشركة الجهوية للنقل بقفصة
- الشركة الجهوية للنقل بالقصرين
- الشركة الجهوية للنقل بقابس
- الشركة الجهوية للنقل بمدنين

### البحرية التجارية
- ديوان البحرية التجارية والموانئ
- الشركة التونسية للملاحة
- الشركة التونسية للشحن والترصيف
- الشركة الجديدة للنقل بقرقنة
- المعهد المتوسطي للتكوين في المهن البحرية بتونس

### الطيران المدني
- ديوان الطيران المدني والمطارات
- شركة الخطوط التونسية

### الرصد الجوي
- المعهد الوطني للرصد الجوي

## روابط خارجية
- موقع وزارة النقل التونسية.